# Штеннес, Вальтер
Ва́льтер Франц Мари́я Ште́ннес (нем. Walther Franz Maria Stennes; 12 апреля 1895, Фюрстенберг (Вестфалия), ныне в составе Бад-Вюнненберга, округа Падерборн — 19 мая 1983, Люденшайд, Вестфалия) — прусский офицер, капитан прусской тайной полиции, немецкий политик (НСДАП) и левый национал-социалист, один из высших руководителей СА — оберфюрер СА (ОСАФ-Ост), немецкий военный советник в Китае (1933—1938).
Участник Первой мировой войны, четырежды ранен, организатор и командир добровольческого корпуса «Хакетау» в Вестфалии. Двоюродный брат рейхсканцлера Веймарской республики (1930—1932) Генриха Брюнинга, племянник архиепископа Кёльнского (1920—1941) кардинала и папского нунция Карла Шульте (нем. Karl Josef Schulte).
Монархист, сохранивший верность дому Гогенцоллернов; убеждённый сторонник сильной централизованной власти и Германской империи, активный участник борьбы со спартаковским революционным движением, а также участник подавления прокоммунистических восстаний и выступлений рабочих в Руре, противник Версальского договора и участник борьбы по противодействию условиям его выполнения в Рурской области. Деятельный строитель штурмовых отрядов СА в период Веймарской республики, рассматривавший их как главную движущую силу новой народной революции и построения общества национального социализма в Германии. Один из первых открыто выступил против партийно-государственной политики Адольфа Гитлера (1889—1945) в годы Веймарской республики. В начале 1930-х годов для спасения собственной жизни и жизни своей семьи оказался в вынужденной эмиграции в Китае, где служил военным советником у генералиссимуса Чан Кайши, лидера Гоминьдана, руководителя правительства страны и её армии в многолетней Войне сопротивления японской агрессии (1931—1945) и череде гражданских войн в Китае (1927—1937, 1945—1949). С началом Второй мировой войны, будучи непримиримым противником Гитлера, использовал все имеющиеся у него средства для борьбы с разрушительным для Германии и её народа курсом нацистской партии. В годы Второй мировой войны и в послевоенное время, по возвращении в Германию, прошёл трудный путь эволюции своих национал-радикальных взглядов в направлении либерально-консервативных. В плеяде известных, ярких, противоречивых политических и военных деятелей эпохи Веймарской республики и вереницы судьбоносных драматических событий этого времени фигура Вальтера Штеннеса оценивается неоднозначно.

## Юность и Первая мировая война
Вальтер Штеннес родился в 1895 году в знатной семье государственного служащего и в прошлом офицера Феликса Штеннеса. Четыре года Вальтер посещал народную школу. Военные традиции семьи и собственное желание стать военным обусловили его поступление 1 апреля 1905 года в кадетскую школу в Бенсберге под Кёльном, где он обучался в течение 5 лет. В 1910 году, в возрасте 14 лет, Вальтер продолжил обучение в Королевском прусском главном кадетском корпусе (HKA) Берлин-Лихтерфельде, выпускниками которого были известные деятели немецкой истории Эрих Людендорф, Курт фон Шлейхер, Герман Геринг, Герхард Россбах, оказавшие впоследствии значительное влияние на дальнейшую судьбу Штеннеса.
После отказа от сдачи экзамена на аттестат зрелости в 1913 году он был переведён в офицерское училище. В августе 1914 года с началом Первой мировой войны получил свой офицерский патент и в звании лейтенанта вместе с 16-м пехотным полком «Барон фон Шпарр» (3-й Вестфальский), в обиходе именовавшийся «Хаке тау» (Hake Tau), вступил в Бельгию, двигаясь в сторону французского фронта, где 23 августа был ранен.
На фронте Штеннес показал себя отчаянным и вместе с тем исключительно храбрым, талантливым и умелым офицером. О том, как он воевал, в германской армии ходили легенды. Имея хорошую физическую подготовку, мастерски владея приёмами рукопашного боя, он много раз участвовал в дерзких вылазках в тыл противника, противопоставив массовому использованию войск в позиционной войне индивидуальные способности, специальную подготовку солдат своего подразделения и используя чрезвычайно востребованную тактику диверсионных групп или, как их называли, партизан. В условиях «окопной войны» и губительного как артиллерийского, так и пулемётного огня на Западном фронте опыт и тактику таких «штурмовых групп» германское военное командование стало широко распространять и умело применять. Экипированные стальными нагрудниками и новыми защитными шлемами с фронтальными броненакладками, вооружённые карабинами 98k, длинноствольными «Парабеллумами» 08 или C 96 (позже MP18) с ёмкими магазинами и прикладом, полотняными «бандольерами» с достаточным запасом ручных гранат, огнемётами, разнообразным холодным режущим и ударным оружием, начиная как с траншейных и штурмовых ножей, так и остро заточенной сапёрной лопатки и вплоть до булав, палиц и моргенштернов с шипами, — эти подразделения показали на фронте свою исключительную эффективность и высокую живучесть. Именно с таких «летучих отрядов» началась новая стратегия использования штурмовых групп на Западном фронте, послужившая толчком к развитию подразделений специального назначения.
В боевых условиях у Штеннеса обнаружились незаурядные навыки организатора фронтовой разведки: из рейдов в тыл противника или ночных вылазок он никогда не возвращался без «языка» или ценной информации. В кайзеровской армии рота Штеннеса была известным подразделением, она не была штрафной, но в неё направляли самых отчаянных и недисциплинированных солдат, с которыми ему удавалось справляться. В своей военной деятельности он никогда слепо не выполнял приказов, всегда мыслил самостоятельно и творчески. Несмотря на фронтовые заслуги, Штеннес продвигался по служебной лестнице очень медленно по причине своего независимого характера и непростых отношений с вышестоящими командирами, которые в закрытых служебных отзывах характеризовали его принятой в немецком делопроизводстве скрытой пометкой «u.U.» (unbequemer Untergebener) — неудобный подчинённый. В сентябре 1918 года он был произведён в обер-лейтенанты .
Войну Штеннес закончил в 1918 году в должности полевого адъютанта и за время боевых действий был многократно награждён: в 1915 году получил Железный крест 2-го и 1-го класса, в 1917 году — Королевский прусский Рыцарский крест ордена Дома Гогенцоллернов, в 1918 году — крест «За военные заслуги» княжества Липпе-Детмольд, Ганзейский крест (название Ганзейского города-учредителя неизвестно) и серебряный нагрудный знак «За ранение».

## Добровольческий корпус и тайная полиция
Вспыхнувшая в Германии Ноябрьская революция и отречение от престола кайзера Вильгельма II повлекли за собой 11 ноября 1918 года капитуляцию Германии в Первой мировой войне и подписание унизительного Компьенского соглашения. В ноябре 1918 года полк Штеннеса перемещается в Вестфалию для проведения предписанной соглашением процедуры роспуска вооружённых сил. В декабре 1918 года Штеннес демобилизуется из армии. Поражение Германии в войне, крушение империи, обременительные условия перемирия и свершившаяся социал-демократическая революция в условиях нехватки продовольствия и основных товаров в крупных городах ввергли Германию в хаос, за которым последовала настоящая гражданская война. Кадровые офицеры и офицеры-фронтовики, не имевшие желания и возможности возвращаться к нормальной гражданской жизни, объединяли вокруг себя в добровольческие корпуса (фрайкоры) бо́льшей частью демобилизованных солдат и унтер-офицеров, сохранивших верность присяге, высокую боеспособность и лояльность своему командованию, — для поддержания общественного правопорядка, защиты территориальной целостности страны и ликвидации антигосударственных вооружённых формирований.
В условиях разраставшейся гражданской войны и активизации прокоммунистического движения Штеннес сформировал из нижних чинов и офицеров своего полка «Добровольческую роту Штеннеса», лично занимался её обучением, довёл численность подразделения до 500 человек и 1 января 1919 года создал в Реклингхаузене (Рурская область) добровольческий корпус «Хакетау», подчинённый непосредственно главному командованию VII-го армейского корпуса в Мюнстере. Под его командованием корпус, помимо охранных и пограничных функций, участвовал в подавлении восстаний и забастовок рабочих в Кесфельде, Дюльмене, Бохольте, Мюнстере, Дюссельдорфе и горняков в Хамме..
В начале июля 1919 года по решению прусского министерства внутренних дел и распоряжению Рейхсминистра обороны Германии Густава Носке (1918—1919), а также в рамках мероприятий по формированию эффективной государственной полиции для защиты правопорядка в условиях гражданского противостояния и локальных конфликтов Штеннес как бывший фронтовой офицер и командир фрайкора был отозван в Берлин начальником прусской тайной полиции полковником Аренсом (нем. Arens), предложившим ему должность в своём ведомстве.
19 июля 1919 года Штеннес был зачислен в штат 1-го отдела Управления прусской тайной полиции Берлина под командованием капитана Ойгена фон Кесселя. Ему предоставили неограниченные полномочия, чтобы сформировать и затем возглавить 8-е элитное подразделение специального назначения (нем. Hundertschaft zur besonderen Verwendung (z.b.V.)) (сотню, т.е роту) в структуре берлинской тайной полиции с дислокацией в Центральном округе, в казармах Шарлоттенбурга (Берлин), на которое возлагались задачи по охране комплекса правительственных зданий и членов правительства в условиях вооружённого противостояния и массовых беспорядков. Уже к началу 1920 года бо́льшей частью из солдат и унтер-офицеров своего добровольческого корпуса Штеннес создал боеспособное и полностью отмобилизованное по армейскому образцу подразделение спецназначения с мобильным резервом на случай чрезвычайных ситуаций, оснащённое бронеавтомобилями, лёгким и тяжёлым стрелковым вооружением, огнемётами, миномётами и лёгкой артиллерией. По примеру берлинского формирования в это же время аналогичные элитные подразделения тайной полиции были созданы и в других областях Пруссии.
Прусская тайная полиция привлекалась также и к несению пограничной службы на границах Веймарской республики, в частности в Восточной Пруссии, где в круг её приоритетных задач входила борьба с нелегальной переброской добровольцев и боеприпасов в Прибалтику, охваченную гражданской войной. В 1919 году на территории Литвы и Латвии немецкие добровольческие формирования под общим командованием генерала фон дер Гольца вели напряжённые бои с большевиками, спасая тем самым независимость новых стран Балтии. Однако затем были вынуждены воевать уже против прибалтийских армий, которые, получив поддержку Антанты, стремились вытеснить вчерашних союзников обратно в Германию. Под давлением стран-победительниц правительство Веймарской республики было вынуждено признать пребывание фрайкора в Прибалтике незаконным. В результате германские добровольческие корпуса формально вошли в состав белогвардейской Русской Западной добровольческой армии и продолжали вести тяжёлые бои, неся огромные потери и испытывая нехватку в вооружении и материальных средствах.
Используя своё служебное положение, Штеннес и его подчинённые не останавливались перед подделкой железнодорожных накладных и переправляли немецким отрядам через германо-литовскую границу жизненно важные грузы, включая финансовые средства для выплаты денежного содержания. После завершения кампании и успешной эвакуации фрайкора зимой 1919 года из Прибалтики Штеннес в числе других был награждён престижными неофициальными наградами — Балтийским крестом и Тевтонским рыцарским крестом.

## Капповский путч
Первым большим испытанием на прочность для берлинской тайной полиции, в общем, и роты спецназначения Штеннеса, в частности, был Капповский путч — последняя попытка спасти прусскую монархию — в марте 1920 года против политики руководства Веймарской республики, следовавшего выполнению условий Версальского соглашения и направленной, в частности, на значительное сокращение регулярных войск рейхсвера и роспуск добровольческих корпусов, которые вынесли на себе основную тяжесть борьбы за сохранение территориальной целостности и конституционного строя в Германии. С началом путча Штеннес со своим подразделением проявил, однако, полную нелояльность в отношении республиканского правительства: вместо обеспечения его охраны, он одним из первых примкнул к путчистам, продемонстрировав при этом поддержку дому Гогенцоллернов и предоставив своё подразделение в распоряжение организаторов путча Каппа и Люттвица. Подразделение Штеннеса совместно с солдатами военно-морской бригады Эрхардта, занявшими под командованием фон Люттвица Берлин и правительственный квартал, осуществляли караульную службу по охране района Шарлоттенбург.
Бегством правительства Ф. Эберта 13 марта 1920 года и хаосом, воцарившимся в те дни в Берлине, воспользовались прокоммунистические силы, которые вооружили рабочих и развязали уличные бои в отдельных районах города. Рота спецназа Штеннеса активно участвовала в ликвидации вооружённых выступлений левых экстремистов в берлинских районах Шарлоттенбург и Шёнеберг. Когда после всеобщей политической забастовки стало ясно, что начинание правых не получило широкой общественной поддержки и фактически провалено, заговорщики (Вольфганг Капп, Макс Бауэр, Вальдемар Пабст и др.) были своевременно предупреждены о готовящихся тайной полицией арестах и успели скрыться. С уходом из Берлина 18 марта 1920 года мятежной бригады Эрхардта и других добровольческих корпусов, к которым Штеннес отказался присоединиться, и возвращением законного социал-демократического правительства, рота Штеннеса оказалась единственным подразделением, которое сумело провести операцию по ликвидации самопровозглашённой коммунистической «Республики Вайсензее» и разоружению незаконных военизированных рабочих и ультралевых формирований.
Несмотря на неоднократные требования профсоюзов о немедленном отстранении от должности и аресте Штеннеса из-за его поведения в дни путча, а также неправомерного применения им оружия против мирной демонстрации на площади Вильгельмплац, в результате чего четверо демонстрантов были убиты, его деятельность была оценена прусским государственным комиссаром по поддержанию общественного порядка Гербертом фон Бергером как «успешное подавление коммунистического мятежа в берлинском районе Вайсензее» и в дальнейшем реабилитирована. Решительная деятельность Штеннеса была также по достоинству оценена министром внутренних дел К. Зеверингом и зачлась ему при дисциплинарном расследовании итогов неудавшегося путча. 12 июня 1920 года Штеннесу присваивается звание капитана полиции.
Вместе с тем, несмотря на заверения многих высоких чинов о политической благонадёжности подразделения Штеннеса, это отлично подготовленное и вооружённое формирование слушалось только своего командира и с какого-то момента стало представлять опасность для общественного порядка. «Демонстрация неповиновения, — писала 3 декабря 1921 года берлинская „Берлинер Тагеблатт“ , — была лучшим доказательством того, что подразделение особого назначения представляло для республики не защиту, а настоящую угрозу».
22 августа 1921 года Штеннес был отстранён от командования своей ротой спецназа и переведён 1 декабря 1921 года во внутреннюю службу, а 1 января 1922 года — в штаб полицейского управления Берлин-Целендорф. За отстранением Штеннеса от должности в управлении полиции так и не последовало его восстановление, и 28 февраля 1922 года он выходит в отставку, а его бывшее подразделение распоряжением Карла Зеверинга расформировывается по подозрению в заговоре против Республики.
К этому следует добавить, что в начале 1920-х годов самым резонансным фактом политической неблагонадёжности было так называемое «дело Штеннеса». Его имя фигурировало в двух громких открытых судебных процессах в ноябре и декабре 1921 года, на которых он, уже отстранённый от должности, проходил как свидетель и в ходе которых были вскрыты факты превышения полномочиями и злоупотребления властью самим Штеннесом и его подчинёнными. Это касалось действий в отношении гражданского населения, а также загадочного убийства в казарме тайной полиции Шарлоттенбурга по приговору так называемого «суда чести» казначея спецподразделения обервахмистра Буххольца за попытку предать гласности скрытую деятельность Штеннеса. В вину Штеннесу вменялись тайная оплата услуг политической агентуры и сбор информации о видных политических деятелях; наличие в казарме готовых к отправке тайных запасов оружия и боеприпасов; переправка крупных денежных сумм в обход действовавшего запрета правительства Ф. Эберта о предоставлении материальной помощи и подкреплений мятежным германским войскам, остававшимся в Прибалтике; создание внутри своего подразделения тайной организации «Bund der Ringmannen», практиковавшей как ночные суды феме (фемические суды) и физическую расправу с неугодными лицами, так и планировавшей политические убийства и свержение правительства Веймарской республики. Несмотря на имеющиеся у прокуратуры и уголовной полиции обоснованные подозрения в сговоре и сокрытии оружия, равно как и проведённые обыски, непосредственная причастность Штеннеса и его подчинённых к выявленным нарушениям закона судом доказаны не были и все подозреваемые были оправданы.

## «Чёрный рейхсвер» и «Стальной шлем»
В первой половине 1920-х годов противоречивая и двойственная фигура Штеннеса как офицера тайной полиции, с одной стороны, и как активного противника Веймарской республики, с другой, способствовала установлению его многочисленных связей в высших кругах немецкого общества, что вскоре сделало его одним из самых влиятельных людей в лагере правых сил. Показательно, что Штеннес одновременно тесно сотрудничал как с депутатом рейхстага, бывшим рейхсканцлером и министром иностранных дел Веймарской республики Густавом Штреземаном, так и с явным противником Веймарской республики Вальдемаром Пабстом, с которым с 1920 года состоял в тесной дружбе. Значительная часть тесных связей Штеннеса с влиятельными людьми приходилась на руководителей военных объединений и союзов, а также таких видных представителей немецкого общества, как редактор крупнейших берлинских газет Ханнс Райнхольц или политик-консерватор Герберт фон Бозе. С Адольфом Гитлером Штеннес познакомился ещё в 1920 году также через генерала Эриха Людендорффа, активного участника Капповского путча. На последовавшее за этим знакомством предложение Гитлера в 1922 году возглавить отряды СА, боевые формирования национал-социалистического движения, Штеннес, однако, ответил отказом. Вместо Штеннеса в начале 1923 года первым руководителем отрядов СА, сформированных на основе подразделений бригады Эрхарда в мюнхенской ссылке, стал бывший военный лётчик, капитан Германн Геринг, под командованием которого штурмовые отряды СА была отделены от НСДАП, преобразованы в военизированные формирования и превращены в подлинное орудие господства фюрера над партией. В СА Гитлер видел организацию, которая превратит политические идеи в силу, «ведя, — по мнению историка Вольфганга Зауэра, — выборную борьбу террористическими средствами и парализуя волю демократического противника».
В связи с угрозой территориальной целостности Германии как на западе со стороны Франции и Бельгии (возможное вторжение в Рурскую область и присутствие оккупационных войск Антанты в Рейнской области), так и Польши с Чехословакией на востоке (аннексия Судетской области и попытки захвата Силезии), немецкое военное командование решает по-своему укреплять безопасность страны. Под руководством рейхсвера и с помощью национал-революционных организаций по всей территории Германии при военных округах создаются законспирированные вспомогательные добровольческие военные формирования так называемого «чёрного рейхсвера» как тайного резерва для поддержки армии на случай войны.
Осенью 1922 года Штеннес присоединяется к «чёрному рейхсверу» и под псевдонимом «Капитан Штумпф» (Stumpf) в качестве командира IV егерского батальона в форте Ханеберг (Берлин-Шпандау) возглавляет тайное военное обучение молодых добровольцев из различных националистических союзов.
В 1923 году Штеннес в качестве специального советника рейхсвера принимает участие в организации сопротивления франко-бельгийским войскам, оккупировавшим 11 января 1923 года Рурскую область в связи с невыполнением Германией обязательств по выплате репараций державам-победительницам в Первой мировой войне, установленных Версальским договором от 28 июня 1919 года. Силами сформированных им разведывательно-диверсионных подразделений он организует тайные акты саботажа, террора и диверсии на железной дороге против оккупационных войск с целью воспрепятствовать вывозу сырья из страны.
В октябре 1923 года Штеннес — активный участник Кюстринского путча «чёрного рейхсвера», костяк которого составили участвовавшие в боях в Прибалтике добровольческие корпуса, а также два крупнейшие в Северной Германии добровольческие формирования — фрайкор Россбаха и морская бригада Эрхардта. По примеру итальянских фашистов планировалось «Маршем на Берлин» захватить столицу и свергнуть республиканское правительство канцлера Густава Штреземанна. После подавления в тот же день путча рейхсвером и последовавшего за этим разоружением и роспуском гарнизона в Кюстрине Штеннес с группой своих единомышленников скрывается от властей и живёт конспиративно в Мекленбурге.
После объявленной правительством амнистии к периоду 1924—1928 годов относится кратковременная попытка Штеннеса заняться частным предпринимательством: на средства от своей военной пенсии он открывает в районе Темпельхоф таксомоторную фирму, которая вскоре обанкротилась.
В 1925 году Штеннесу была предложена должность в министерстве рейхсвера, где он по 1930 год занимается выполнением тайных поручений и разведывательной деятельностью как для нужд своего ведомства, так и для Министерства иностранных дел. Наряду с этим, параллельно проходит курс лётной подготовки — популярное увлечение тех лет в среде молодых ветеранов войны и видных представителей националистических движений. В «1926 году Штеннес вступает в ряды Стального шлема». Во второй половине 1920-х годов его деятельность часто подвергается критике и обвинениям со стороны левой прессы, которая инкриминирует ему участие в заговорах против Республики, организацию политических убийств, спекуляцию оружием, планирование покушений, прежде всего против политиков от социал-демократии, однако все подобные обвинения остались бездоказательными. Полицейские обыски, проводившиеся в период с 1925 по 1928 годы в квартире самого Штеннеса и у его сподвижников, также никаких результатов не дали.

## Казус Штеннеса: фронда в Берлине
В мае 1927 года Штеннес присоединился к национал-социалистическому движению, вступил в СА и спустя некоторое время — в НСДАП. 30 сентября 1927 года Гитлер назнаачил его руководителем штурмовых отрядов СА в гау Берлин, в 1928 году — оберфюрером СА (ОСАФ) округа «Ост» (Берлин), отвечающим за формирование штурмовых отрядов в северо-восточной части Германии. В начале 1929 года Штеннес стал заместителем по восточному округу (OSAF-Stellverteter-Ost) Франца Пфеффера фон Заломона, верховного фюрера СА.
Социально-экономический кризис, поразивший Германию в конце 1920-х годов, падение биржевых курсов в 1927 году, бремя платежей по иностранным долгам, сокращение притока иностранных кредитов, рост безработицы обеспечивали значительный приток новых членов и приводили к значительному росту численности отрядов СА. Экономическая обстановка в стране зеркально отражалась на социальном статусе штурмовиков, куда поступали преимущественно идеалистически настроенные молодые люди из рабочей среды, потерявшие работу, влекомые радикальными призывами и посулами и не желавшие видеть свою Родину в состоянии упадка и разложения веймарского режима.
Умело организованная Штеннесом пропагандистская работа обеспечила значительный приток новых членов СА. Ему подчинялись штурмовые отряды в гау Берлин, Бранденбурге, Восточной Пруссии и Поммерании, составляющие почти треть численности всех отрядов СА в стране и насчитывавшие до 8500 штурмовиков. Под его руководством отряды СА превратились в самые мощные формирования в областях Германии, восточнее Эльбы.
В конце 1920-годов набравших силу и численность штурмовиков Гитлер использовал для укрепления своего господствующего положения в НСДАП и в конечном счёте рассчитывал прийти с их помощью к власти. В СА Гитлер видел организацию, которая превратит политические идеи в силу, «ведя, — по мнению историка Вольфганга Зауэра, — выборную борьбу террористическими средствами и парализуя волю демократического противника».
Вместе с ростом численности СА росло и самосознание штурмовых отрядов и их лидеров. Как в своё время Рём, руководство СА в лице Франца Пфеффера фон Заломона усиленно занималось вооружением и военной подготовкой своих формирований, стремясь организовать под видом штурмовых отрядов некую нелегальную государственную армию. Оно уже с меньшей готовностью выполняет распоряжения партийных лидеров и стремится отстаивать идею самостоятельного статуса СА в партии, что не могло не вызывать обострения отношений с партийным руководством.
Накануне досрочных выборов в рейхстаг в сентябре 1930 года, в ходе пропагандистско-агитационной кампании НСДАП, участие отрядов СА резко возросло, а их и без того крайне бедственное финансовое положение ещё больше ухудшилось. Акции штурмовиков по охране митингов и собраний оплачивались несвоевременно, их руководство не получало никаких средств, партийные кассы были для них закрыты. Штурмовики редко получали денежное вознаграждение — бо́льшей же частью они получали еду и ночлег, крайняя нужда выгоняла их тысячами по всей Германии на улицу, где они с запечатанными кружками обращались за помощью к сострадательной публике.
Оберфюрер СА по восточным округам и Берлину Вальтер Штеннес выступал всё более решительно против показной роскоши партийных бонз и византийского стиля руководства Гитлера. Штурмовики роптали не потому, что усомнились в подлинности социализма Гитлера, а против бюрократизации партийного руководства, против зазнавшихся функционеров в партии и их выгодных синекур.
Непомерное тщеславие, гордыня власти и личное честолюбие, которые демонстрировало руководство НСДАП, оделяя себя высокими окладами и покупкой дорогих автомобилей, а также приобретение летом 1930 года мюнхенского дворца Барлоу, получившего позже название «Коричневый дом» и на фешенебельное обустройство которого были потрачены огромные средства, усилила брожение среди большей частью неимущих и безработных штурмовиков. Кроме того, ряд руководителей СА продолжали считать, что некоторые партийные бонзы сознательно принижают роль СА, для которых штурмовики представляют препятствие на пути к власти.
В качестве компенсации главнокомандующий СА Пфеффер фон Заломон на встрече с Гитлером 1 августа выдвинул требование о включении кандидатов от руководства СА в предвыборные списки партии. Ответ Гитлера о невозможности совмещения обязанностей депутата рейхстага и командной должности в СА не удовлетворил требования радикально настроенных лидеров штурмовиков. Фронду в Берлине возглавил заместитель верховного командующего СА Вальтер Штеннес, выдвинув своих кандидатов на депутатские места в рейхстаг и планируя смещение мюнхенского партийного руководства. К требованиям Штеннеса присоединились ещё двое заместителей верховного командующего СА, после чего фон Заломон был вынужден просить об отставке.
Вслед за отказом Гитлера обсуждать этот вопрос с прибывшей в Мюнхен делегацией берлинской СА и внести Штеннеса и ещё одного представителя берлинского СА в список кандидатов от НСДАП берлинские руководители консолидировались вокруг Штеннеса и на внутреннем совещании приняли решение — за две недели до выборов в рейхстаг полностью отказаться от предвыборной пропаганды и охраны партийных собраний, заявив о бойкоте предстоящих выборов. В ходе дальнейших переговоров между руководством НСДАП и СА обстановка накалилась до предела после того, как был обнаружен в рядах штурмовиков осведомитель СС.
Недовольство Штеннеса было вызвано не только нежеланием руководства НСДАП вносить кандидатов от СА депутатские списки, что было, несомненно, вопросом престижа, но и нежеланием оказывать финансовую помощь не обеспеченным материально штурмовым формированиям в условиях продолжающегося глубокого экономического кризиса.
Фактически речь шла о бунте штурмовых отрядов против НСДАП (так называемый первый бунт Штеннеса). В ночь с 30 на 31 августа штурмовики Штеннеса штурмом захватили штаб-квартиру отсутствовавшего в это время гауляйтера Берлина Й. Геббельса и устроили погром, закончившийся кровавой схваткой и перестрелкой с охранниками СС. Порядок удалось восстановить лишь с помощью вызванной полиции.
Для ликвидации конфликта в Берлин срочно прибыл Гитлер, который лично провёл переговоры со Штеннесом, умоляя его не выходить из партии. 1 сентября 1930 года на общем собрании в здании ветеранского союза в присутствии более чем 4 тыс. штурмовиков Берлина и Бранденбурга было заключено перемирие, и Гитлер дал обещание удовлетворить основные требования СА. Однако семена последующих конфликтов между руководством НСДАП и СА уже были брошены. Вместе с тем, Гитлер приказал установить негласное наблюдение за Штеннесом. Таким человеком стал главный врач берлинского штаба СА доктор Леонардо Конти, доложивший вскоре Гитлеру, что Штеннесу и его отрядам совершенно чужды идеи национал-социализма и они готовы к выступлению в любой момент.
Почувствовав опасность, Гитлер немедленно сместил Пфеффера фон Заломона и сам стал во главе СА, после чего все отряды штурмовиков принесли ему отдельно присягу на верность. Таким образом, Гитлер окончательно оформил своё единовластие в партии, объединив в одних руках гражданскую и военную власти. Для укрепления своего положения Гитлер назначил начальником штаба срочно вызванного из Боливии и служившего там военным инструктором Рёма, сделав его фактически руководителем СА. Впечатляющий результат НСДАП, полученный на парламентских выборах 14 сентября 1930 (18,2 % голосов избирателей и 107 мандатов), укрепил Гитлера в мысли, что к власти можно и надо приходить только легальным путём. Любое нарушение закона могло повлечь за собой аннулирование условного характера числившегося за ним с 1923 года наказания и высылку из страны.
Однако его точку зрения не разделяли многие лидеры СА во главе со Штеннесом, сторонники революционного пути, выступавшие против «изнеженности» и «обюрокрачивания» партии и «жалкой болтовни о легальности», требовавшие активных действий и обвинявшие руководство партии в измене идеалам борьбы 1918, 1920 и 1923 годов. К осени 1930 года отряды СА насчитывали уже по всей Германии около 60 тыс. членов и, осознавая себя значительной силой, начали ставить перед собой амбициозные цели. Вальтер Штеннес стал главным идеологом национально-народной революции, рассматривая её как единственно возможный способ прихода НСДАП к власти и штурмовиков как авангард её движущих сил. Против этой позиции решительно выступали Гитлер и Геринг. Гитлер по этому поводу писал:
Тот, кто сегодня ведёт национал-социалистическое движение к открытой войне с государством, берёт на себя перед ним тяжкий грех. <…> Любого, кто пытается подстрекать совершенно безоружную организацию к актам насилия против нынешнего государства, я считаю глупцом, преступником или провокатором. Я поклялся строго соблюдать легальную политику партии и не позволю никому нарушить эту клятву, менее всего отставному капитану полиции Штеннесу".

Из письменного обращения А. Гитлера
Штеннес потребовал от берлинского гауляйтера Геббельса своевременной оплаты акций штурмовиков по охране митингов и собраний, а также включения руководителей СА в избирательные депутатские списки НСДАП с тем, чтобы СА могла воспользоваться депутатскими мандатами рейхстага, надёжно обеспеченными материальными гарантиями и социально-правовыми льготами, однако его требования успеха не имели. Недовольство Штеннеса было вызвано не только нежеланием руководства НСДАП вносить членов СА в депутатские списки, что было, несомненно, вопросом престижа, но и нежеланием в условиях продолжающегося экономического кризиса оказывать финансовую помощь материально не обеспеченным формированиям СА. При этом, отказ Гитлера принять предложения Штеннеса был вызван опасением фюрера как за возросшую излишнюю самостоятельность руководителей СА, так и за угрозу подорвать в глазах общества достоверный образ проводимой НСДАП легальной властной политики.
В 1931 году эскалация конфликта Штеннеса с руководством партии приняла законченные очертания: Штеннес открыто выступил против приказа Гитлера от 20 февраля 1931 года, в котором тот требовал, чтобы берлинские отряды СА подчинялись указу правительства от 28 марта 1931 года о введении чрезвычайного положения и воздерживались от участия в уличных столкновениях. Гитлер, ведя двойную игру, продолжал манипулировать отрядами СА. Особо не противодействуя их тактике насилия и уличным стычкам с коммунистами и социал-демократами, он тем не менее постоянно демонстрировал демократический курс НСДАП идти на выборы и добиваться власти законным путём. Однако, революционно-насильственные устремления подчинённых А. Гитлеру лидеров СА шли в значительной мере вразрез с его публичными заверениями о приверженности НСДАП легальным методам борьбы и могли привести к повторному запрету партии. В связи с этим, 31 марта 1931 года Гитлер совместно с Рёмом приняли решение об отстранении Штеннеса от руководства СА округа «Ост» и переводе его в мюнхенскую штаб-квартиру, что означало для него явное понижение.
Реакцией Штеннеса на его отстранение Гитлером от должности было его выступление с целью вывести свои части из подчинения СА и НСДАП. Штеннес объявил Геббельса отстранённым от партийного руководства, заявил о своём разрыве с мюнхенским партийным руководством как «не подлежащим исправлению» и провозгласил «истинно революционный» национал-социализм против «бюргерской забронзовелости» партийной организации.
Штеннес прямо противопоставил себя Гитлеру, оказав силовое сопротивление: по его приказу берлинская штаб-квартира партии и редакция газеты «Дер Ангрифф» вновь были заняты его сторонниками из СА в надежде внести раскол в ряды НСДАП и наряду с этим склонить ядро СА на свою сторону (так называемый 2-й путч Штеннеса). Свежий выпуск газеты от 2 апреля 1931 года Штеннес осуществил своими силами. Занятые помещения были освобождены лишь при содействии берлинской полиции.
В последующем Штеннес не скрывал своих убеждений и открыто выступал против фюрера партии А. Гитлера, обвиняя его как в расточительстве, надменности и чванстве, так и в предательстве социалистических идей, закреплённых в партийной программе НСДАП. Несмотря на то что его известные слова «Что важнее: подмётки для сапог членов СА или дворец для партийных бонз?» получили большой резонанс, Штеннес сумел привлечь к открытому выступлению против Гитлера лишь треть берлинского отделения СА. Фактически влияние Штеннеса распространялось главным образом на берлинский округ СА, в Мюнхене его идеи не имели заметного влияния.
За этим незамедлительно последовал приказ Гитлера о снятии Штеннеса с поста руководителя СА округа «Ост» и исключении его из НСДАП.
Позднее геббельсовская газета «Дер Ангрифф» обвинила его в сотрудничестве с тайной полицией, подтверждением чему послужили два письма Штеннеса, написанные им двум тайным членам НСДАП в рейхсвере и охранной полиции.
Усилия Штеннеса руководство НСДАП парировало денежными выплатами верным руководителям СА, с помощью полиции освобождало помещения от непокорных штурмовиков, с помощью отрядов СС подвергло преследованию сопротивляющихся. Геббельс совместно с Герингом при поддержке Гитлера приступил к массовым исключениям из партии.
Фактически власть и влияние Штеннеса были подорваны благодаря усилиям главного комиссара СА Пауля Шульца, начальника берлинского округа СС Курта Далюге и Эдмунда Хайнеса (нем.), референта по связям с информационной службой и прессой при высшем руководстве СА. Позднее Штеннес поставил своё поражение в заслугу прежде всего Паулю Шульцу, пояснив как-то при этом, что если харизма и сыграла какую-то роль в неудаче его выступления, то это скорее харизма Шульца, а не Гитлера. В дальнейшем все сторонники Штеннеса и сам Штеннес были из НСДАП исключены.
Амбиции Штеннеса и его отрядов СА Геринг сравнивал со скуадрами итальянских фашистов, утверждая, что «Штеннес хотел марша на Рим», что в действительности было не так.
Согласно докладу рейхсминистра Майя от 1931 года бунты Штеннеса 1930 и 1931 годов были «классическим примером» расхождения между «заверениями в легальных методах борьбы Адольфа Гитлера и революционно-насильственными устремлениями подчинённых ему руководителей».

## Политический противник НСДАП
Уже к 1930 году стало ясно: дороги Штеннеса и Гитлера расходятся. Штеннес вспоминал: «Я должен быть честным. Я противопоставил себя Гитлеру не из-за жестокости. Я оказался в открытой оппозиции к нему в 1930 году — более чем за два года до создания первых концлагерей. Отторжение возникло на основе многочисленных бесед с ним, моих знаний о так называемом руководящем корпусе и понимания того, что от этого движения и его представителей нельзя ожидать ничего хорошего». Осенью 1930 года отряды Штеннеса, поддержанные 20 тысячами штурмовиков в других частях Германии, отказались подчиняться приказам Коричневого дома в Мюнхене — штаб-квартиры НСДАП. Причина была проста: верхушка НСДАП растрачивала партийную кассу на сомнительные проекты, в то время как штурмовикам всё больше приходилось затягивать пояса. Тогда и произошли первые стычки между штурмовиками Штеннеса и отрядами СС Гитлера. Между Гитлером и Штеннесом назревал открытый конфликт. Гитлер заявил Штеннесу: «Вы становитесь всё более независимым от меня. Слишком независимым, чтобы это было хорошо для вас. У вас слишком много собственных идей в политике».
Руководителем СА Гитлер назначил Эрнста Рёма — заметного участника «пивного путча» 1923 года. Несмотря на то что Штеннес и Рем были старыми знакомыми, Рём не смог затмить своего заместителя, он оказался неспособен на это. Как записал Геббельс в своём дневнике в ноябре 1930 года, «вчера приходил капитан Рём. Отличный парень, но до Штеннеса не дорос».
Весной 1931 года Штеннес вновь выступил против Гитлера. Путч оказался неудачным, у Штеннеса не было серьёзной финансовой поддержки, и как следствие большая часть штурмовиков перешла на сторону Гитлера. В конце концов, Штеннес был арестован и брошен в тюрьму. Из тюрьмы его вытащил Герман Геринг, так как оба воевали на фронтах Первой мировой.

## Годы изгнания: военный советник, национал-патриот и агент влияния
Оставаться в Германии, где его могли убить, Штеннесу было уже небезопасно, и он в декабре 1933 года уехал в Китай, где стал военным советником у Чан Кайши. С 1928 года при Чан Кайши действовала группа немецких военных советников во главе с генералами фон Сектом и Фалькенхаузеном — сторонниками союза Германии, России и Китая. Большую роль в назначении Штеннеса советником при Чан Кайши сыграл Курт Янке. Он хорошо знал как главных немецких военных советников, работавших в то время в Китае, так и супругу Чан Кайши, имевшую большое влияние в стране.
По приезде в Китай Штеннес был приписан к личному штабу Чан Кайши и должен был подготовить личную охрану китайского руководителя по образцу «прусской гвардии». Позже Штеннес получил должность «руководителя европейской информационной службы генералиссимуса», иными словами, начальника личной разведки. Являясь начальником личной охраны Чан Кайши, Штеннес был назначен ещё и руководителем авиационного отряда генералиссимуса. В 1937 году, когда японцы начали активную фазу войны против Китая, Чан Кайши стал поручать Штеннесу разведывательные задания. Для получения нужной информации Штеннес использовал свою агентуру в Ханое и в Хайфоне, установил деловые отношения с британским губернатором Гонконга, куда периодически уезжал в командировки. Кроме того, в Китае Штеннес курировал военно-строительные работы. Он имел прямой доступ как к самому Чан Кайши, так и к его жене, игравшей важную роль в делах гоминьдановского Китая и приходившейся сестрой вдовы основателя партии Гоминьдана Сунь Ятсена. Штеннес стал её переводчиком и советником.
Летом 1938 года миссия генерала Фалькенхаузена прекратила свою деятельность в Китае (нацистская Германия была заинтересована в поддержании хороших отношений с Японией), а сам Фалькенхаузен отбыл в Германию. Штеннес не мог последовать его примеру, остался в Китае и тем самым превратился в частное лицо.
В этот период Штеннес и предложил свои услуги советской разведке. Во время встречи с советским разведчиком Николаем Тищенко Штеннес так объяснил свои действия: «Моя основная цель — свержение Гитлера и создание новой, демократической Германии, правительство которой должно опираться на коалицию всех партий. Власть только тогда будет крепкой, когда будут допущены свобода и равенство». Штеннес предоставлял советской разведке конфиденциальную информацию по проблемам германо-японских отношений, политики Германии и Японии в отношении гоминьдановского Китая. Наиболее важными были прогнозы Штеннеса о сроках нападения нацистской Германии на СССР и по вопросу о вступлении Японии в войну против Советского Союза.
В апреле 1940 года Штеннес передал в Чунцине дела своему преемнику в группе оставшихся немецких советников Штельциеру и переехал в Шанхай, чтобы полностью сосредоточиться на добывании разведданных. Оттуда он руководил разведкой Чан Кайши и располагал радиостанцией для передачи важных сообщений. Периодически он приезжал в Чунцин для личного доклада генералиссимусу Чан Кайши. Штеннес сообщал советской разведке, что немцы открыли в Шанхае свою резидентуру, разведывательная деятельность которой охватывала весь Азиатско-Тихоокеанский регион, включая США и Австралию.
В беседах с представителями советской разведки Штеннес подчёркивал, что у него есть информаторы как в Азии, так и в самой Германии и что он готов делиться этой информацией на безвозмездной основе.
После разгрома Японии и окончания Второй мировой войны Штеннес в декабре 1948 года отправился к Чан Кайши на Тайвань.
Во время подготовки Нюрнбергского процесса американцы предложили Штеннесу выступить в качестве свидетеля, но он отказался, заявив, что мог бы выступить как прусский офицер перед немецким судом, но не перед международным.

## Возвращение на родину
Впоследствии Штеннес вернулся в Германию и поселился у своей сестры в Хагене, в британской оккупационной зоне. С конца 1951 года он начал выпускать еженедельный информационный бюллетень по вопросам внешней и внутренней политики, распространявшийся среди банкиров и крупных промышленников. В нём высказывались идеи экономического возрождения Германии при её полном отказе от милитаризации.
Представители аппарата уполномоченного МГБ СССР в Берлине провели со Штеннесом несколько встреч. При этом Штеннес заявил, что готов продолжить сотрудничество с советской разведкой на «чисто немецкой основе», действуя, пояснил он, в национальных интересах Германии. Центр отклонил идею Штеннеса и аппарат МГБ СССР в Берлине прекратил с ним связь в 1952 году. В итоге в 1952 году личное дело Штеннеса под псевдонимом «Друг» было сдано советской разведкой в архив за ненадобностью.

В 2008 году об истории сотрудничества Вальтера Штеннеса с советской разведкой был снят российский документальный фильм "Агент «Друг» против Гитлера".

## Образ в кинематографе
В сериале «Вавилон-Берлин» (нем. «Babylon Berlin») режиссёров Тома Тыквера, Ахима фон Борриса и Хендрика Хандлогтена (Германия, с 2017 года) роль Вальтера Штеннеса исполнил Ханно Коффлер.

## Комментарии
1. ↑  ОСАФ (нем. Oberste SA Führer) — верховный руководитель (фюрер) штурмовых отрядов — должность, введённая 1 ноября 1926 года Гитлером в ходе реорганизации по подчинению всех штурмовых отрядов вновь образованному центральному руководству СА с местонахождением в Мюнхене. На эту должность был назначен гауляйтер Рура, бывший кадровый офицер и руководитель фрайкора Франц Пфеффер фон Заломон (1988—1968). К осени 1927 года СА были сформированы уже 27 гау, территориально подчинявшихся с 1928 года семи оберфюрерам зон Ост, Норд, Вест, Центр, Юг, Рур и Австрия. После кризиса в СА и ухода в отставку фон Заломона в 1930 году Гитлер 2 сентября 1930 года взял руководство СА на себя.
2. ↑  Кадетская школа в Бенсберге (1837—1918) — одно из старейших подготовительных военно-образовательных учреждений прусской армии с пятилетним сроком обучения для подростков с 5-го по 9-й классы, основанное по распоряжению короля Фридриха Вильгельма III. Прусская армия имела 10 подобных школ.
3. ↑  Королевский прусский главный кадетский корпус (1865—1920) — центральное военное и общеобразовательное учреждение прусской армии, куда, для продолжения обучения, направлялись все выпускники кадетских школ Пруссии с присвоением унтер-офицерского звания. По окончании двух лет подготовки и сдачи специального фенрихт-экзамена (неполный аттестат зрелости) около 80 % учащихся направлялись в войска, где им присваивалось звание фенрихта (прапорщик). Остальные 20 % наиболее успевающих продолжали обучение в корпусе ещё один год, заканчивавшийся экзаменом на аттестат зрелости и присвоением звания «лейтенант». Выпускники корпуса представляли собой военную элиту кайзеровской Германии и пользовались большим авторитетом в армии. Корпус располагался с 1882 года в районе Гросс-Лихтерфельде юго-западной части Берлина и прусского правительственного округа Потсдам.
4. ↑  Герхард Россбах (Gerhard Roßbach) (1893—1967) — прусский офицер, участник Первой мировой войны, командир известного сформированного им добровольческого корпуса, действовавшего в Западной Пруссии и Прибалтике; участник боёв против Красной Армии Рура (1920) и участник Капповского путча (1920). Принимал участие в боях в Верхней Силезии (1921) с польскими инсургентами и поддерживавшими их частями польской регулярной армии. Участник путча Гитлера-Людендорфа (1923). Одна из ключевых фигур праворадикального движения в Северной Германии в начале 1920-х гг.
5. ↑  Офицерский патент (уст.) (свидетельство) — верительная грамота о прохождении полного курса обучения в военном училище, делавшая обоснованным присвоение как полагающегося, так и очередного офицерского звания с последующим назначением. С 1713 года король Фридрих Вильгельм I заполнял офицерские патенты лично, содержание которых сохранялось практически неизменным вплоть до 1919 года.
6. ↑  Отто Кристоф фон Шпарр (1599—1668) — первый бранденбургский генерал-фельдмаршал, прославленный полководец, широко применявший в фортификации артиллерию и инженерное дело. 27 января 1889 года император Вильгельм II, с целью воздаяния почестей известным германским военачальникам, вводит порядок присвоения почётных имён пехотным полкам прусской армии. Так, 3-й Вестфальский пехотный полк № 16 получает наименование — пехотный полк «Барон фон Шпарр».
7. ↑  Хакетау — пехотный полк «Барон фон Шпарр» из Вестфалии в просторечии называли «Хаке Тау» (Hake Tau) или позднее нарицательным «Хакетау» (Haketau). Диалектное название восходит к событиям битвы при Гроссберене 23 августа 1813 года эпохи освободительных войн германских государств против Наполеона, когда в условиях затяжных дождей у солдат отказывали ружья и они в рукопашных схватках против французов, которые были лучше обучены штыковому бою, пускали в ход ружейные приклады, издавая при этом боевой клич «HAKE TAU»… (Бей)…es geit fort Vaterland" (За Родину). Позднее личный состав полка получил прозвище «Die Hacketauer» — «хакетаурцы».
8. ↑  Учитывая стратегически важное географические положение Бельгии в Европе, её «вечный» нейтралитет был установлен в 1831 году и закреплён за этим государством на Лондонской конференции в 1839 году. Великобритания, Франция, Австрия, Пруссия и Россия выступили гарантами бельгийского нейтралитета и защитниками целостности и неприкосновенности территории Бельгии. 4 августа 1914 года германские войска, в соответствии с заранее разработанным планом ведения молниеносной войны (план Шлиффена), вступили в Бельгию, нарушив тем самым её нейтралитет и подтолкнув Великобританию к объявлению Германии войны.
9. ↑  Ойген фон Кессель (1890—1934) — родился во Франкфурте-на-Майне, прусский офицер, обер-лейтенант, участник 1-й мировой войны. Действовал в 1919—1920 гг. в составе собственного формирования добровольческого корпуса Райнхарда по подавлению просоциалистических беспорядков в Берлине и конфликтов на германо-польской границе. С 1919 — капитан прусской тайной полиции. Уволен из полиции за участие в Капповском путче. С 1933 — в СА, с 1933 — в НСДАП. Убит в Берлине в 1934 году в ходе так называемой «Ночи длинных ножей».
10. ↑  Военно-морская бригада фон Лёвенфельда (1919—1920) — название добровольческого корпуса (фрайкора) численностью до 6000 человек (1920), одного из лучших добровольческих формирований периода Веймарской республики, сформированного из состава 3-й военно-морской бригады и названного по имени его командира корвет-капитана Вильфрида фон Лёвенфельда (1879—1946). Проявила себя в ходе боёв белых германских добровольческих отрядов с Красной Армией Рура и белополяками в Верхней Силезии в послевоенный период 1918—1920 гг. Принимала участие в Капповском путче в марте 1920 года в Берлине. Распущена 31 мая 1920 года
11. ↑  Военно-морская бригада Эрхардта (1919—1920) — название добровольческого корпуса (фрайкора) времён Веймарской республики, сформированного из состава 2-й военно-морского бригады — наиболее боеспособной из трёх военно-морских бригад — и более известной по имени своего командира корвет-капитана Германна Эрхардта (1881—1971). Бригада Эрхардта использовалась в апреле 1919 года против Баварской Советской республики в Мюнхене и принимала решающее участие в неудавшемся Капповском путче в марте 1920 года в Берлине. Была распущена 31 мая 1920 года, её наиболее активные части вошли во вновь образованный тайный союз «Организация Консул».
12. ↑  Карл Зеверинг (Carl Severing) (1875—1952) — прусский министр внутренних дел с 1920 по 1926 годы.
13. ↑  Феме, суды и убийства феме (от др. нем. Fem — осуждение) — существовавшая в раннее Средневековье, прежде всего в Вестфалии, особая форма тайного (закрытого) исполнительного трибунала свободных судей под покровительством императора, характеризовавшегося ритуалами ночных собраний, его необычными обрядами, посвятительными и судебными церемониями, способами осуждения и приведения приговора в исполнение. Процедура тайного судопроизводства была чрезвычайно строга и оказывала скорее не своё настоящее воздействие, а была своеобразной формой террора. Духовенство, женщины и дети, евреи, язычники и высшее дворянство не подлежали этому суду. Суды принимали к сведению все преступления против христианской религии, евангелия и десяти заповедей. Средневековое понятие пережило своё второе рождение в новой истории в связи с его применением в уставе тайной террористической организации «Консул» (1920—1933) в кризисные годы Веймарской республики. Преступления феме представляли собой особую форму политических убийств по решению тайного суда (судилища), при котором члены национал-патриотических организаций приговаривали к смерти предполагаемых предателей из своих рядов или из лагеря противника как среди левых, так и правых. С 1919 по 1923 жертвами судов феме и самосудов пали десятки политических, партийных деятелей, активных граждан Германии. Уголовное преследование виновных из правого лагеря имело широко распространённую тенденцию применения к ним незначительных мер наказания или полного освобождения от ответственности.
14. ↑  Густав Штреземан (Gustav Stresemann) (1878—1929) — германский рейхсканцлер (13 августа — 23 ноября 1923) и министр иностранных дел (с августа 1923), один из основателей (1918) и лидер Немецкой народной партии. Нобелевская премия мира (1926).
15. ↑  Вальдемар Пабст (Waldemar Pabst) (1880—1970) — прусский офицер, участник Первой мировой войны, командир фрайкора, участник подавления январского восстания 1919 спартаковцев в Берлине, соучастник убийства Карла Либкнехта и Розы Люксембург, Участник Капповского путча, автор известных слов: «Тот, кто бастует, будет расстрелян». После провала путча бежал в Австрию, где действовал как организатор и начальник штаба хеймвера. Участник путча хеймвера в Австрии (1927). Выслан из Австрии в 1930 году. После возвращения в Германию работал начальником отдела вооружений берлинской фирмы «Рейнметалл-Борсиг», откуда был уволен как «враг государства» (1940). Опасаясь ареста гестапо, эмигрировал в Швейцарию (1943). Вернулся в Германию в 1955 году.
16. ↑  Ханнс Рейнхольц (Hanns Reinholz) (1904—1960) — немецкий журналист и писатель, работавший в газетах «Berliner Journal», «Großberliner Nachrichten» и «Deutsche Allgemeine Zeitung» времён Веймарской республики, основатель ряда известных информационных агентств в Германии. Бежал из Германии в 1934 в результате прокатившейся по стране волны политических чисток после событий 30 июня 1934 года (путч Рёма), как предполагаемый информант убитого известного политика Герберта фон Бозе.
17. ↑  «Чёрный рейхсвер» (Schwarze Reichswehr, S. R.) (нем. разг. — schwarz — нелегальный, официально не разрешённый) — созданные в Германии в годы Веймарской республики на случай войны неофициальные праворадикальные резервные части рейхсвера, не предусмотренные условиями Версальского договора 1919 года. Разрешённая договором численность германских вооружённых сил (рейхсвера) был определена в 100 тыс. человек. Комплектовались за счёт закалённых членов фрайкоров, участвовавших в кампаниях в Прибалтике, путче Каппа-фон Лютвица, боевых столкновения в Верхней Силезии, а также возникших после 1-й мировой войны многочисленных военизированных организаций и союзов («Стальной шлем», «Викинги», «Шарнхорст», «Молодая Германия», «Организация Канцлера», «Организация Консул» и др.). При численности до 2 млн человек использовались для борьбы как со внутренним, так и внешним врагом, например, действия против франко-бельгийских войск в оккупированной Рурской области (1923—1925). Составили впоследствии наиболее значимые национал-социалистические структуры в Берлине и северной части Германии.
18. ↑  Stumpf (нем.) — тупой, равнодушный, апатичный
19. ↑  Французские войска установили пограничный контроль на границе оккупированной Рурской области, фактически отрезав её от остальной Германии. В результате оккупации было занято около 7 % послевоенной территории Германии, где добывалось 72 % угля и производилось более 50 % чугуна и стали. Оккупация иностранными войсками промышленного центра страны, легло тяжёлым бременем на экономику Германии, лишив работы миллионы людей, а невиданная гиперинфляция поставила на колени не только пролетариат, но и мощный средний класс. С целью противодействия политике оккупационных властей правительство Веймарской республики призвало население подмандатных областей к «пассивному сопротивлению».
20. ↑  Кюстринский путч, также путч Бухрукера, — выступление формирований «чёрного рейхсвера» 1 октября 1923 года под командованием майора Бухрукера (Bruno Ernst Buchrucker) в крепости Кюстрин (Бранденбург) в 80 км от Берлина (после 1945 года город отошёл Польской республике) как ответ на решение вновь избранного канцлера Веймарской республики Густава Штреземанна (Gustav Stresemann) (1878—1929) о прекращении с 26 сентября 1923 года борьбы за Рур и отмену «пассивного сопротивления» оккупационным франко-бельгийским войскам. Последующая цель — при взаимодействии с берлинским гарнизоном, отстранение от власти правительства канцлера Густава Штреземанна, установление правой военной диктатуры и образование правительства национального спасения. По предварительной договорённости выступление военных на севере должны были одновременно поддержаны военными формированиями Людендорфа и Гитлера в Баварии. Путч в Бранденбурге не удался, так же как и путч Гитлера в Мюнхене, в связи с той ставкой, которую командование рейхсвера и решающие круги германской буржуазии делали в этот период на консолидацию Веймарской республики.
21. ↑  Мекленбург выбран неслучайно, так как отсюда — наиболее короткий путь в Швецию. Ещё 17 марта 1920 года, после провалившего путча, сюда бежал самопровозглашённый рейхсканцлер и премьер-министр Пруссии Вольфганг Капп (1868—1922), откуда он на самолёте перелетел в Шведское королевство.
22. ↑  «Стальной шлем, союз солдат-фронтовиков» (1918—1935) — монархический военизированный союз, созданный офицером резерва Францем Зельдте после окончания Первой мировой войны в декабре 1918 года в Магдебурге. При своей численности 500 тыс. человек в начале 30-х гг. являлся самым мощным милитаристским объединением Веймарской республики. В начале 20-х гг. руководство союза стремилось к восстановлению монархии, боролось против республики, за отмену Версальского договора, за восстановление Германской империи в довоенных границах. С усилением НСДАП часть его руководства примкнула к национал-социалистам. После установления фашистской диктатуры в 1933 году вошёл в состав СА и был в 1935 году формально распущен.
23. ↑  В 1930 году в Германии насчитывалось около 3 миллионов безработных.

## Использованная литература и источники
на немецком языке
- Benz, W. Geschichte des Dritten Reiches. — München: Deutscher Taschenbuch Verlag, 2003. — 240 p. — ISBN 978-3423308823.
- Benz W., Distel B., Königseder A. Der Ort des Terrors: Geschichte der nationalsozialistischen Konzentrationslager. — 2. Auflage. — München: C.H.BECK, 2008. — Vol. 1. — 394 p. — (mit 12 Abbildungen. In Leinen). — ISBN 978-3-406-52961-0.
- Bergbauer, K.,Fröhlich, S.,Schüler-Springorum, S. Denkmalsfigur: biographische Annäherung an Hans Litten, 1903-1938. — Göttingen: Wallstein verlag, 2008. — 360 p. — ISBN 978-3835302686.
- Freyeisen A. Shanghai und die Politik des Dritten Reiches. — Königshausen und Neumann Verlag. — Würzburg, 1999. — 544 p. — (Ausstattung / Bilder: Abbildung(en)). — ISBN 978-3-8260-1690-5.
- Gumbel E. J. Vier Jahre politischer Mord. — Berlin/Fichtenau: Verlag der Neuen Geselschaft, 1922. — 150 p.
- Hsi-Huey Liang. Die Berliner Polizei in der Weimarer Republik. Aus dem Amerikanischen übersetzt von Brigitte und Wolfgang Behn = The Berlin police force in the Weimar republic. — Berlin/New York: de Gruyter, 1977. — Vol. 47 (Veröffentlichungen der Historischen Kommission zu Berlin. — 235 p. — ISBN 3-11-006520-7.
- Das Bundesarchiv. Edition «Akten der Reichskanzlei. Weimarer Republik» / Waldemar Pabst. Kurzbiographien. Дата обращения: 20 апреля 2012. Архивировано из оригинала 10 ноября 2013 года.
- Das Bundesarchiv. Edition «Akten der Reichskanzlei. Weimarer Republik» / Franz Pfeffer von Salomon. Kurzbiographien. Дата обращения: 20 апреля 2012. Архивировано из оригинала 6 января 2014 года.
- Das Bundesarchiv. Edition «Akten der Reichskanzlei. Weimarer Republik» / Gerhard Roßbach. Kurzbiographien. Дата обращения: 20 апреля 2012. Архивировано из оригинала 27 мая 2012 года.
- Kirsten H. Weimar im Banne des Führers. Die Besuche Adolf Hitlers, 1925-1940. — Wien, Köln, Weimar: Böhlau Verlag, 2001. — 230 p. — (Ausstattung/Bilder: 25 Fotos u. Dok. auf 16 Taf.). — ISBN 978-3412031015.
- Mues-Baron, K. Heinrich Himmler — Aufstieg des Reichsfuhrers SS (1900—1933). — Göttingen: V&R unipress Gmb, 2011. — 561 p. — (Aus der Reihe). — ISBN 978-3899718003.
- Pufendorf von, A. Otto Klepper (1888-1957): deutscher Patriot und Weltbürger. — Oldenbourg: Wissenschaftsverlag, 1997. — 341 p. — ISBN 978-3486562415.
- Reichardt S. Faschistische Kampfbünde:Gewalt und Gemeinschaft im italienischen Squadrismus und in der deutschen SA (Gebundene Ausgabe. — Auflage: 2., durchges. u. erweiterte Aufl. — Wien, Köln, Weimar: Böhlau Verlag, 2009 (16. Oktober 2009). — 824 p. — ISBN 978-3412203801.
- Rinck von Baldenstein, Werner. Das Infanterie-Regiment Freiherr von Sparr (3. Westfälisches) Nr. 16 im Weltkriege 1914/1918: «Hacke tau !». — Oldenburg. — Verlag Gerh. Stalling, 1927. — 329 p. — (Mit 32 Bildtaf., 13 Textskizzen u. 5 Kt.; 8. — Erinnerungsblätter Bd. 208).
- Sauer B. Die «Schwarze Reichswehr» und der geplante «Marsch auf Berlin». Дата обращения: 20 апреля 2012. Архивировано из оригинала 28 марта 2012 года.
- Sauer B. Goebbels «Rabauken». Zu Geschichte der SA in Berlin-Brandenburg. Дата обращения: 20 апреля 2012. Архивировано из оригинала 23 марта 2012 года.
- Sauer B. Schwarze Reichswehr und Fememorde // Eine Milieustudie zum Rechtsradikalismus in der Weimarer Republik. Дата обращения: 20 April 2012. Архивировано из оригинала 23 марта 2012 года.
- Sauer B. Zur politische Haltung der Berliner Sicherheitspolizei in der Weimarer Repiblik. Дата обращения: 20 April 2012. Архивировано из оригинала 16 августа 2013 года.
- Watermeier, G. Politischer Mord und Kriegskultur an der Wiege der Weimarer Republik. — München: GRIN Verlag, 2007. — 88 p. — ISBN 978-3638832830.

на английском языке
- Campbell, B. The SA Generals and the Rise of Nazism Heinrich Schoene (History Book Club Alternate Selection). — Kentucky, USA: University Press of Kentucky, 2004. — 288 p. — ISBN 978-0813190983.

на русском языке
- Васильченко А. В. Война кланов. «Чёрный фронт» против НСДАП. — М.: Издательство: Яуза, 2005. — 416 с. — ISBN 5-87849-205-9.
- Гаков В. Хроника человечества. — М.: ОЛМА-Пресс, 2002. — 623 с. — (ил.). — ISBN 5-224-03304-7.
- Гейден К. История германского фашизма. — М.—Л.: Госсоцэкономиздат, 1935. — 416 с. — ISBN 5-87849-205-9.. — (Оригинал: Heiden,K. Geschichte des Nationalsozialismus. Die Karriere einer Idee. Bln., Rowohlt, 1932. 304 S. Okt. m. OU.)
- Елисеева И. И. и др. Статистика: учебник / Под ред. д-ра экон. наук, проф. И. И. Елисеевой. — М.: Проспект, 2011. — С. 448. — 3000 экз. — ISBN 978-5-392-01782-9.
- Миллер Д. Коммандос: Формирование, подготовка, выдающиеся операции спецподразделений. — Минск. — Харвест, 1999. — 213 с. — ISBN 985-433-173-3.
- Рассекречено внешней разведкой / Составление и общая редакция В. Н. Карпова. — М.: ОЛМА-ПРЕСС Образование, 2003. — 319 с. — (Досье). — ISBN 5-94849-084-X.
- Хёне Х. Чёрный орден СС. История охранных отрядов. — М.: ОЛМА-ПРЕСС, 2003. — 542 с. — 6000 экз. — ISBN 5-224-03843-X.. — (Оригинал: Höhne, H. The Order Of The Death’s Head: The Story Of Hitler’s SS. — New York: Coward-McCann, 1970)